# Taenia capite
Taenia capite is een lintworm (Platyhelminthes; Cestoda). De worm is tweeslachtig. De soort leeft als parasiet in andere dieren.
De platworm komt uit het geslacht Taenia en behoort tot de familie Taeniidae.